# Liste von Bunkeranlagen in Brandenburg

Administrative Gliederung

Die Liste von Bunkeranlagen in Brandenburg umfasst in erster Linie militärische Bunker auf dem Gebiet von Brandenburg. Sie stammen insbesondere aus der Zeit des Zweiten Weltkriegs und des Kalten Kriegs.

## Liste
| Name                                             | Ort                                                  | Anmerkungen | Abbildung |
| ------------------------------------------------ | ---------------------------------------------------- | --- | --------- |
| Bunker Komplex 5000                              | Wandlitz, Biesenthal und weitere im Landkreis Barnim | ehem. Anlage des Nationalen Verteidigungsrates der DDR |           |
| Bunker Altes Lager                               | Jüterbog, Landkreis Teltow-Fläming                   | Lagerbunker für Kernwaffen, Typ Granit |           |
| Bunker Cottbus                                   | Cottbus                                              | ehem. Ausweichführungsstelle der Bezirksverwaltung für Staatssicherheit Cottbus |           |
| Sonderwaffenlager Brand                          | Schönwald, Landkreis Dahme-Spreewald                 | Lagerbunker für Kernwaffen |           |
| Bunker Falkenhagen                               | Falkenhagen, Landkreis Märkisch-Oderland             | ehem. Kommandozentrale der Truppen des Warschauer Pakts |           |
| Bunker Fuchsbau                                  | Fürstenwalde/Spree, Landkreis Oder-Spree             | ehem. Zentraler Gefechtsstand des Kommandos LSK/LV der NVA |           |
| Sonderwaffenlager Finsterwalde                   | Lichterfeld-Schacksdorf, Landkreis Elbe-Elster       | Lagerbunker für Kernwaffen |           |
| Bunker Freudenberg                               |                                                      | ehem. Gefechtsstand (7001) des Innenministers des MdI |           |
| Bunker Friedrichsthal                            |                                                      | ehem. Nachrichtenanlage der Wehrmacht (Hochbunker) |           |
| Bunker Garzau                                    |                                                      | ehem. Organisations- und Rechenzentrum (ORZ) der Nationalen Volksarmee der DDR |           |
| Bunker Groß-Dölln                                |                                                      | ehem. GSSD-Flugplatz und Lagerbunker für Kernwaffen |           |
| Bunker Harnekop                                  |                                                      | ehem. Hauptführungsstelle des Ministeriums für Nationale Verteidigung der DDR |           |
| Sonderwaffenlager Himmelpfort                    |                                                      | 1968–1990 Kernwaffendepot der Gruppe der Sowjetischen Streitkräfte in Deutschland |           |
| Bunker Kagel                                     |                                                      | ehem. Funksendezentrale der Hauptnachrichtenzentrale des MfNV |           |
| Bunker Kolkwitz                                  | Kolkwitz, Landkreis Spree-Neiße                      | ehem. Gefechtsstand 31 (GS-31) der 1. Luftverteidigungsdivision (1. LVD) der NVA |           |
| Bunker Kunersdorf                                |                                                      | ehem. Funksendezentrale der Hauptführungsstelle (Harnekop) des MfNV |           |
| Bunker Ladeburg                                  |                                                      | ehem. Führungsbunker der Luftstreitkräfte der DDR |           |
| Bunker Lobetal (Koralle)                         |                                                      | ehem. Oberkommando der Marine (OKM) |           |
| Salzgitter-Bunker in Luckenwalde                 |                                                      | Bunker der Mineralölbaugesellschaft, erbaut 1944 von der Organisation Todt. Er diente zur sicheren Verwahrung von Akten. |           |
| Bunker Neuruppin                                 |                                                      | Lagerbunker für Kernwaffen |           |
| Bunker Schönholz                                 |                                                      | GSSD Kommandobunker, Ausweich-Gefechtsstand der 20. Gardearmee der GSSD |           |
| Bunker Schwarzer See                             |                                                      | Forschungseinrichtung für Plasmaphysik |           |
| Sonderwaffenlager Stolzenhain                    |                                                      | 1968–1990 Kernwaffendepot der Gruppe der Sowjetischen Streitkräfte in Deutschland |           |
| Bunker Strausberg                                |                                                      | ehem. Hauptnachrichtenzentrale des Ministeriums für Nationale Verteidigung der DDR |           |
| Bunker Strausberg                                |                                                      | ehem. Nachrichtenzentrale 2 oder Hauptvermittlungsstelle 2 des Sondernetzes 1 |           |
| Bunker Werneuchen                                |                                                      | Lagerbunker für Kernwaffen |           |
| Bunker Wollenberg                                |                                                      | ehem. Troposphärenfunkstation (301) im Kommunikationssystem BARS |           |
| Bunker Wünsdorf                                  |                                                      | ehem. Oberkommando Heeresführung (OKH), Hauptgefechtsstand der GSSD (Tarnbezeichnung RANET) |           |
| Bunker Wünsdorf Zeppelin                         |                                                      | Fernmeldeamt 500, Nachrichtenbunker Ranet der GSSD |           |
| Bunker Wünsdorf Maybach I + II                   |                                                      | Kommandobunker OKH |           |
| Bunker Wünsdorf GSSD Kommandobunker              |                                                      | Hauptgefechtsstand der 16. Luftarmee (Tarnbezeichnung WIMPEL) |           |
| Bunker Wünsdorf Panzier                          |                                                      | Übungsbunker |           |
| Bunker Komplex Töpchin                           |                                                      | Munitionsdepot der Luftwaffe im Zweiten Weltkrieg. Danach Nutzung durch die rote Armee. |           |
| Winkelhochbunker Falkensee                       |                                                      | 1938 erbaut, diente 350 Menschen zum Schutz; er wurde saniert und steht seit 2014 unter Denkmalschutz |           |
| EinmannBunker Geschichtspark Falkensee           |                                                      | ein sogenannter BWS-Bunker = Brandwachschutz bzw. Brandwachstand; er diente im KZ-Außenlager Falkensee als Schutz- und Beobachtungsstand für SS-Wachen, gebaut um 1943, das DEMAG-Zwangsarbeiterlager wurde am 25. April 1945 befreit |           |
| Einmann-Bunker Oranienburg / Splitterschutzzelle | Oranienburg, Landkreis Oberhavel                     | Es handelt sich um zwei ca. 25 m in NW-SO-Ausdehnung voneinander entfernt stehenden Splitterschutzzellen, jeweils auf einem Fundament errichteten freistehenden (nicht teilweise eingegrabenen) Stahlbeton-Bunker mit einem zylindrischen Bunkerkörper, einer verriegelbaren Einstiegsluke, mehreren Sehschlitzen und einem Flachdach. Zur Lage: Sie befinden sich a) nordwestlich des Oranienburger Stadtteils Sachsenhausen und liegen b) nordöstlich einer zu Sachsenhausen zählenden Waldsiedlung, genauer am nordöstlichen Rand dieser Waldsiedlung. |           |
| Einmann-Bunker Oranienburg / Splitterschutzzelle | Oranienburg, Landkreis Oberhavel                     | Der zweite von zwei in unmittelbarer Nähe zueinander stehenden Einmann-Bunkern in Oranienburg-Sachsenhausen. |           |
| Bunker Nuthe-Urstromtal                          | Schöneweide, Nuthe-Urstromtal                        | |           |
| Bunker Nuthe-Urstromtal                          | Schöneweide, Nuthe-Urstromtal                        | |           |